# Eliseu Martins
Eliseu Martins é um município brasileiro do estado do Piauí que integra a mesorregião do Sudoeste Piauiense. 

## História
Povoado por povos indígenas em tempos imemoriais que foram expulsos, exterminados ou miscigenados com os colonizadores no passado, a ocupação contemporânea das terras que compõem o atual município de Eliseu Martins se devem ao estabelecimento da Fazenda Forquilha, no interior do município de Jerumenha, por volta do ano de 1880, pelo latifundiário Teodoro Dias.
Com a criação desse estabelecimento rural, ocorreu a povoamento do território no seu entorno que foram se apossando das demais terras devolutas existentes na região para a implantação de fazendas de gado e atividades agrícolas que levaram a um núcleo populacional chamado Furquia.
A partir do ano de 1932, houve a criação da Feira do Bagaço que reunia um grande número de pessoas durante os sábados e contribuiu para uma movimentação econômica na localidade. Depois, esse povoado passou a se chamar Jacaré.
Na década de 1950, surgiu o projeto de emancipação do povoado por meio da articulação política de lideranças locais, a exemplo de Luis de Sousa Brito, o “Curica”, que previa o estabelecimento de um município chamado Paraíso do Piauí em homenagem à lagoa existente na futura sede do município.
Aprovado no município de Jerumenha, o projeto foi levado para apreciação da Assembleia Legislativa do Piauí em Teresina, onde permaneceu engavetado por um ano, devido a entraves burocráticos, até que o médico Sebastião Martins de Araújo Costa, então prefeito da cidade de Floriano e candidato a deputado federal prometeu auxílio ao andamento do projeto, junta-se à articulação realizada pelas lideranças locais. No entanto, para homenagear um parente próximo, nascido na região, sugeriu a mudança do nome da cidade para o nome do político Eliseu Martins. Assim, Eliseu Martins foi criado em 30 de junho de 1957 e foi emancipado do município de Jerumenha e instalado em 20 de outubro do mesmo ano.

## Geografia
O clima quente e semiúmido no município de Eliseu Martins é caracterizado por temperaturas mínimas de 25º C e máximas de 38º C. A taxa de precipitação pluviométrica média anual registrada na sede é de 650 mm, sendo definida no regime Equatorial Continental, tendo isoietas anuais acima de 800 mm e um período chuvoso que se estende de novembro a dezembro a de abril a maio. O trimestre mais úmido ocorre nos meses de janeiro, fevereiro e março.
Os solos de Eliseu Martins compõem 4 unidades geológicas: depósitos aluvionares, depósitos colúvio-eluviais, formação Piauí, formação Poti; eles compreendem latossolos amarelos, álicos ou distróficos, textura média, associados com areias quartzosas e/ou podzólico vermelho-amarelo concrecionário, plíntico ou não plíntico, fase cerrado tropical subcaducifólio, localmente mata de cocais.
Os principais cursos d’água que drenam o município de Eliseu Martins são o rio Gurguéia e os riachos Castelo, Gameleira, Buriti e Corrente.
Este município se localiza a uma latitude 08º05'48" sul e a uma longitude 43º39'49" oeste, estando a uma altitude de 258 metros. Sua população no último censo em 2022 foi computada em 4.377 habitantes, uma redução em relação à população recenseada em 2010, quando Eliseu Martins possuía 4.665 habitantes.

## Organização Político-Administrativa
Sendo um município do Brasil, Eliseu Martins é administrada por dois poderes, o executivo e o legislativo, independentes e harmônicos entre si. O primeiro é representado pelo prefeito, auxiliado pelo seu gabinete de secretários e eleito pelo voto popular para um mandato de quatro anos, sendo permitida uma única reeleição para mais um mandato consecutivo, enquanto que o segundo é representado pela Câmara Municipal de Eliseu Martins, órgão colegiado de representação dos munícipes que é composto por 9 vereadores também eleitos por sufrágio universal.
As atuais autoridades que ocupam cargos da organização político-administrativa de Eliseu Martins são as seguintes (data: 6 de fevereiro de 2024):
- Prefeito: Aldimar de Sousa Dias - PSD (2021/-)[8]
- Vice-prefeito: José Alves Neto "Neto Alves" - PT (2021/-)[8]
- Presidente da Câmara: ?

## Infraestrutura

### Transportes
Está em construção uma ferrovia que pretende ligar o município de Eliseu Martins, município do Gurguéia que é um polo do agronegócio, ao porto de Pecém, no Ceará. Esse ramal que chega em Eliseu Martins integra a Ferrovia Nova Transnordestina e passa pelos municípios de São Miguel do Fidalgo (PI), Salgueiro (PE) e Missão Velha (CE).